# Holster
Ne doit pas être confondu avec Holter.
 (juin 2017).
Si vous disposez d'ouvrages ou d'articles de référence ou si vous connaissez des sites web de qualité traitant du thème abordé ici, merci de compléter l'article en donnant les références utiles à sa vérifiabilité et en les liant à la section « Notes et références ».

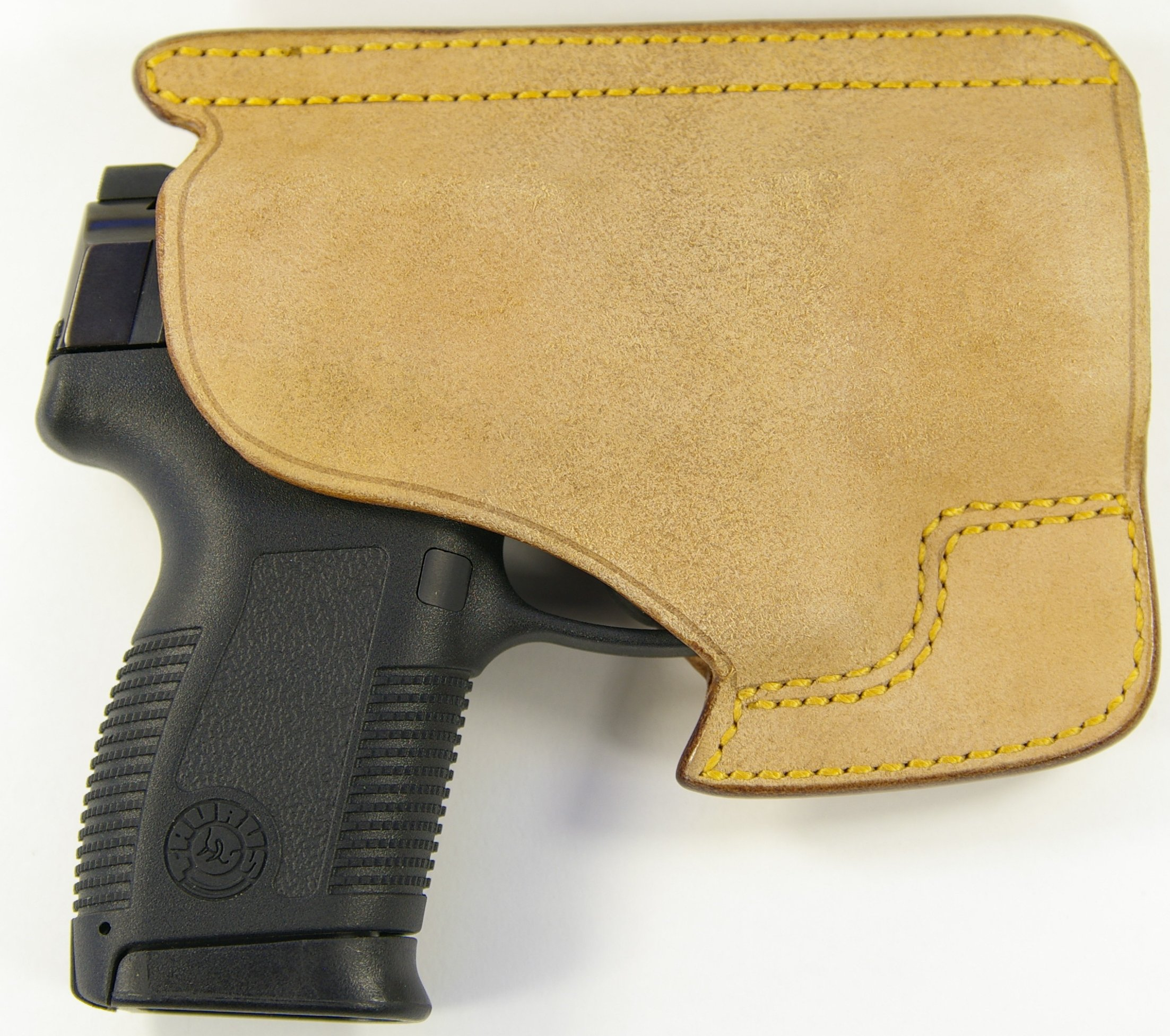
Holster moderne.

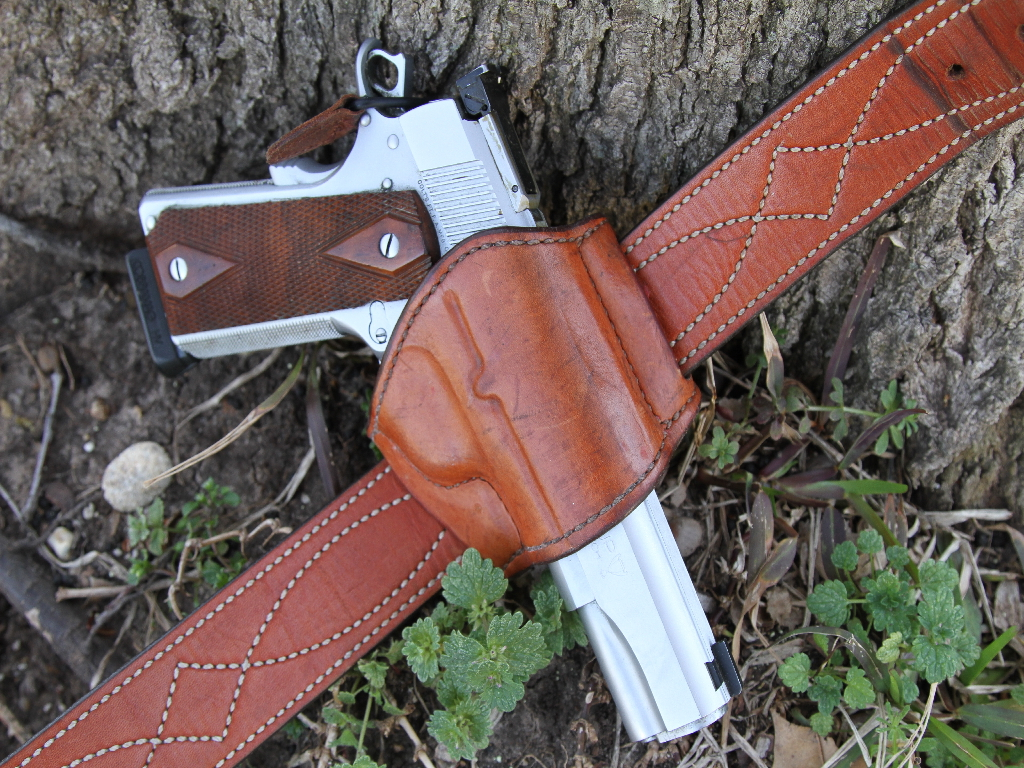
Un holster de ceinture.

Le holster, terme d'origine anglo-saxonne, désigne un dispositif utilisé pour contenir ou restreindre le mouvement indésirable d'une arme de poing, le plus souvent dans un endroit où elle peut être facilement retirée pour être utilisée immédiatement.
Dans l'Armée française, c'est initialement le terme « d'étui de revolver », puis ultérieurement « d'étui de pistolet automatique » qui est officiellement employé.
Originellement, les holsters se fixaient à la ceinture via un baudrier mais aujourd'hui, grâce à de nombreuses avancées techniques, ils peuvent désormais s'attacher à d'autres endroits du corps : épaule, cheville, cuisse voire à l'intérieur d'un pantalon (holster discret ou inside).
Pour éviter des risques d'accrochage lors de l'évacuation de leur moyen de combat, chez les Alliés, les pilotes de chasse ou de bombardiers et les équipages de chars de la Seconde Guerre mondiale portaient souvent leur holster en travers de la poitrine, tenu par un baudrier spécifique.
Les holsters varient dans la mesure où ils sécurisent et protègent l'arme à feu. Certains étuis pour les agents de la force publique ont une courroie sur le côté pour rendre l'arme de poing moins susceptible de tomber de l'étui ou plus difficile à saisir par une autre personne. Certains holsters ont un rabat sur le dessus pour protéger le pistolet des éléments.

## Fonction

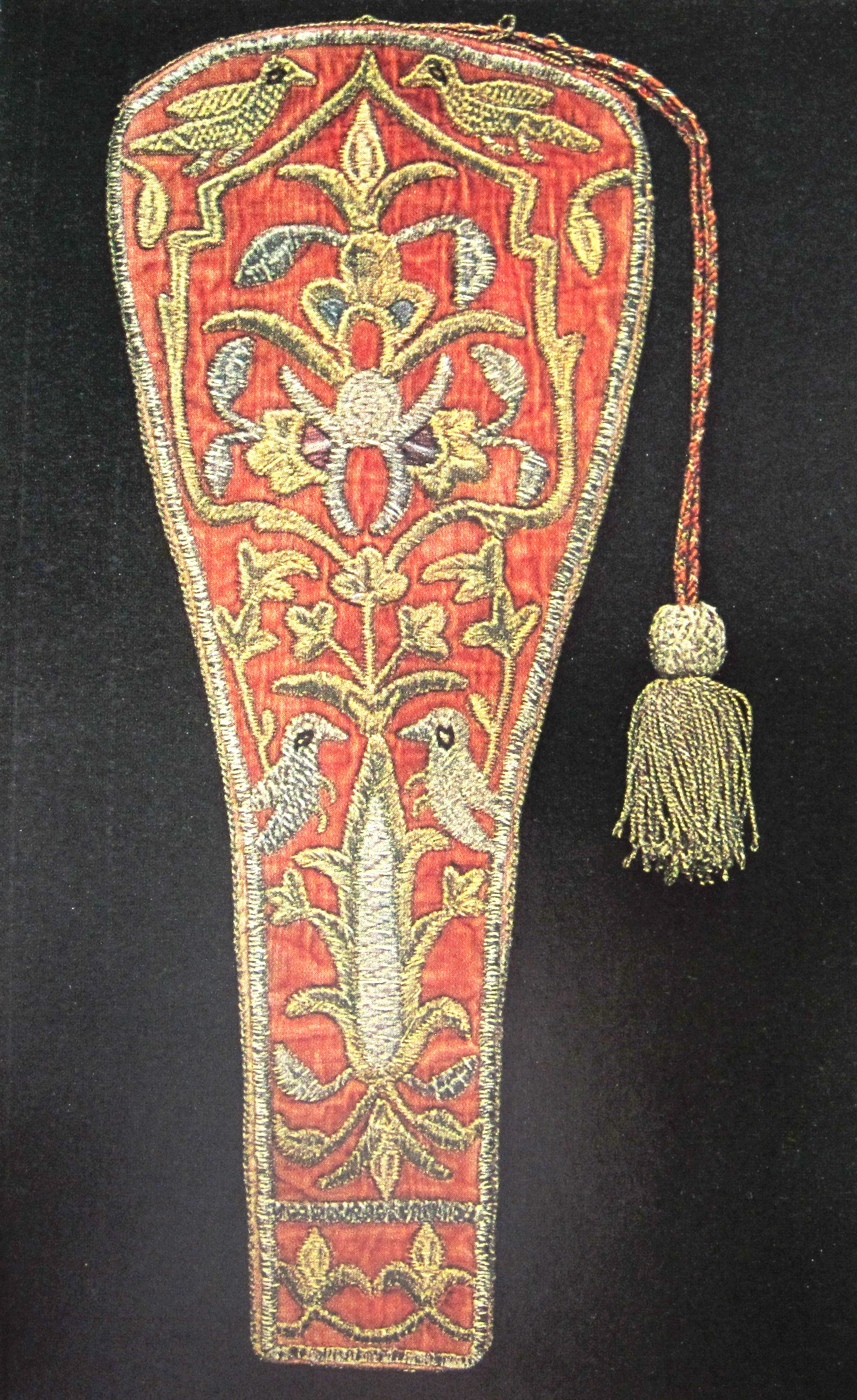
Holster du XVIe siècle provenant de Tbilissi.

Les étuis sont généralement conçus pour protéger l’arme de poing, assurer sa conservation et lui donner un accès facile. La nécessité d'un accès rapide va souvent à l'encontre de la nécessité de sécurité et de protection. L'utilisateur doit donc prendre en compte les besoins de l'individu. Le choix du bon équilibre peut être très important, en particulier dans le cas d'un étui d'arme défensive, où ne pas avoir accès à l'arme rapidement ou l'endommager ou la perdre en raison d'une protection insuffisante pourrait entraîner des blessures graves voire mortelles pour l'utilisateur.
Les étuis sont généralement conçus pour être utilisés d’une seule main, ce qui permet de retirer et, ou de remplacer l’arme de poing avec la même main. Pour pouvoir remettre l’arme de poing dans son étui d’une seule main, l’étui doit être fabriqué dans un matériau rigide qui conserve sa forme afin que l’étui ne s’effondre pas lorsque l’objet n’est plus à l’intérieur pour le soutenir. Les étuis sont généralement attachés à la ceinture via un baudrier, à la cuisse d'une personne ou attachés à un autre équipement comme un gilet tactique. Certains holsters, tels que les holsters de cheville, ont un support intégré. D'autres étuis peuvent rentrer dans une poche pour renforcer la stabilité et la protection de l'arme de poing, en la maintenant plus sûre et accessible que si elle se trouvait dans la poche seule. Les étuis sont généralement portés à un endroit facilement accessible. Les endroits communs sont: à l'extérieur de la ceinture (OWB : Outside the Waist Band) ou à l'intérieur (IWB : Inside the Waist Band), à la cheville, à la poitrine, ou sur le haut de la cuisse. Les étuis sont parfois contenus dans un sac externe, tel qu'un sac à main ou un sac banane.

## Matière

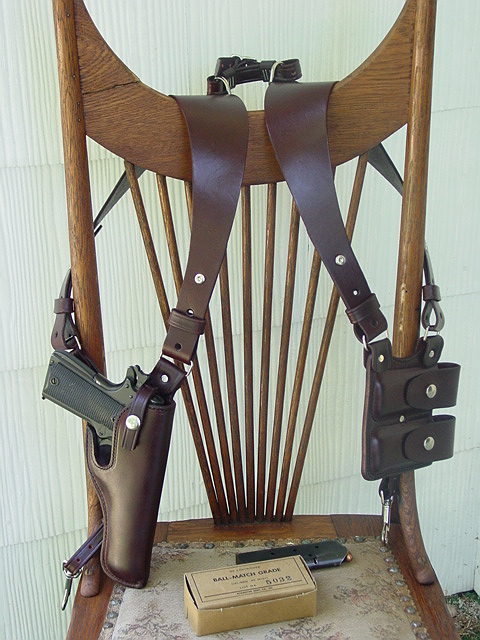
Holster d'épaule en cuir.

Étant donné que les étuis sont généralement fabriqués à partir de matériaux relativement rigides et robustes, le choix est généralement limité. Le matériau traditionnel, en particulier pour les étuis pour armes de poing, est le cuir. Il a un aspect attrayant et peut être teint dans de nombreuses couleurs et, ou estampé de motifs élaborés pour des raisons esthétiques. Le nylon balistique (en) est un autre tissu courant pour les étuis, car il est rigide, résistant à l'usure et suffisamment épais pour offrir une protection. Les plastiques moulés, tel le Kydex (en), sont également populaires en raison de leur faible coût et de leur robustesse.

## Rétention et sécurisation de l'arme
Il existe deux types de rétention : passive et active. La rétention passive permet de dégainer l'arme par une simple traction, sans autre déverrouillage manuel, ce qui accélère son utilisation mais facilite aussi l'accès à d'autres personnes. La rétention active ajoute un ou plusieurs gestes supplémentaires au dégainé, sécurisant davantage l'arme contre l'arrachage. Le système de niveaux de rétention, créé par Bill Rogers de la Rogers Holster Company, classe les holsters de 1 à 4 selon leur sécurité. Safariland (en) a maintenu ce système après avoir racheté Rogers, tandis que Blackhawk l'a simplifié en trois niveaux mondialement reconnus. Les holsters de niveau 1 offrent une rétention passive avec un serrage réglable, ceux de niveau 2 ajoutent un mécanisme de verrouillage nécessitant un geste supplémentaire, et ceux de niveau 3 incluent un troisième mécanisme de verrouillage, comme un capot recouvrant le chien et la base de la culasse.
Dans l'Ouest américain le revolver était sécurisé (surtout pour des raisons tenant aux cahots d'une chevauchée) par l'usage d'un lacet pris dans le holster et qui entourait le chien du revolver, l’empêchant de remonter[réf. nécessaire].

## Description
Aujourd'hui, les polices du monde entier ainsi que certains militaires l'utilisent dans une version moderne en plastique injecté ou en Kydex thermoformé. Pour les policiers en civil, il existe des modèles discrets permettant de dissimuler l'arme sous le bras (en dessous de l'aisselle) la rendant invisible sous un veston (holster d'épaule avec son brêlage, « holster shirt », etc.).
En France la Police nationale, la Gendarmerie nationale et les services des douanes sont dotées d'un holster à port dissimulé rigide distribué par la société Welkit (en).

## Dans la culture populaire
Le holster a été popularisé dans les films de western et dans de célèbres scènes de duels. L'extraction du revolver dans certains films est assez spectaculaire et on assiste à des prouesses techniques pour l'y remettre. Le plan américain est traditionnellement utilisé pour filmer les personnages à mi-cuisse, soit à hauteur de holster.